# Libyens historia efter självständigheten

Libyen ligger i Nordafrika vid Medelhavets kust

Före andra världskriget var Libyen en italiensk koloni. Italien tillhörde axelmakterna under kriget, och från 1943 administrerades Libyen av de allierades militära administrationer, regionerna Tripolitanien och Cyrenaika av brittisk militär och Fezzan av de fria franska styrkorna. I fredsfördraget från 1947 mellan Italien och segrarmakterna gav Italien upp alla anspråk på sina besittningar i Afrika. Libyens slutliga status blev sedan en fråga för FN. En kompromisslösning som införlivades i en FN-resolution 1949 innebar att en suverän stat som inbegrep alla tre historiska regioner i Libyen skulle vara upprättad i januari 1952. Ett nationellt författningskonvent möttes för första gången i november 1950 och godkände ett federalt statsskick med monarki, trots meningsskiljaktigheter från Tripolitaniens delegater, och erbjöd tronen till Idris, ledaren för den mäktiga Sanusiya-orden i Cyrenaika. Den 24 december 1951 utropade kung Idris I Förenade kungariket Libyens självständighet som suverän stat.
Det självständiga Libyen var först en federation av de tre historiska regionerna Tripolitanien, Cyrenaika och Fezzan. Federalismen avskaffades 1963 och landet blev en enhetsstat. Vid självständigheten var Libyen mycket fattigt och underutvecklat, men det ekonomiska läget ändrades dramatiskt när man 1959 hittade petroleum, som sedan blev basen för landets ekonomi. Under 1960-talet växte missnöjet med att oljerikedomarna inte kom alla libyer till del, samt att regeringen förde en försiktig utrikespolitik och samarbetade med USA och Storbritannien. Ett dramatiskt skifte skedde i september 1969, då en grupp unga officerare tog makten i en militärkupp, störtade monarkin och utropade republik. Den nya republiken kom att tillhöra de mest radikala krafterna i Arabvärlden, och den faktiske ledaren Muammar al-Gaddafi blev en framträdande förespråkare för panarabism och motstånd mot Israel. Även inrikespolitiskt skedde stora förändringar, då landet omformades till en socialistisk republik grundad på Gaddafis egenutvecklade ideologi. Landet har i flera decennier präglats av Gaddafis politik och personlighet. Gaddafis aktivistiska utrikespolitik, som inbegrep stöd till olika väpnade rörelser världen över, ledde till konfrontation med andra länder, i synnerhet med USA. Efter att länge ha varit diplomatiskt isolerat började Libyen närma sig västvärlden i början av 2000-talet. Den arabiska våren 2011 fick för Libyens del högst dramatiska konsekvenser, med ett inbördeskrig som ledde till störtandet av Muammar Gaddafis regim.

## Monarki från 1951

### Förenade kungariket Libyen

Kungariket Libyens flagga

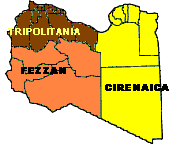
Libyens tre provinser före 1963

Enligt grundlagen från oktober 1951 leddes den federala monarkin Libyen av kung Idris som statschef, med tronföljd till hans utsedda arvingar. Betydande politisk makt vilade hos kungen. Den verkställande grenen av staten bestod av en premiärminister och ett ministerråd utnämnda av kungen men också ansvariga inför Deputeradekammaren, underhuset i ett tvåkammarparlament. Senaten, eller överhuset, bestod av åtta representanter från var och en av de tre provinserna. Hälften av senatorerna nominerades av kungen, som också hade vetorätt över lagstiftningen och rätt att upplösa underhuset. Lokalt självstyre i provinserna utövades genom provinsregeringar och -parlament. Benghazi och Tripoli fungerade omväxlande som nationell huvudstad.
Flera faktorer med rötter i Libyens historia påverkade den politiska utvecklingen av det nyligen självständiga landet. De avspeglade provinsernas skiljaktiga politiska inriktningar och de tvetydigheter som var inneboende i Libyens monarki. För det första, efter de första allmänna valen, som hölls den 19 februari 1952, förbjöds politiska partier. Nationella kongresspartiet, som hade fört kampanj mot ett federalt styrelseskick, besegrades runtom i landet. Partiet förbjöds, och Sadawi deporterades. För det andra fortsatte banden till provinserna att vara starkare än de till nationen, och de federala och provinsiella regeringarna var ständigt i konflikt om sina respektive maktsfärer. Ett tredje problem härrörde från frånvaron av en direkt arvinge till tronen. För att avhjälpa denna situation utsåg Idris år 1953 sin sextioårige bror till sin efterträdare. När den ursprunglige tronarvingen dog tillsatte kungen sin brorson, prins Hasan ar Rida, som efterträdare.
I sin utrikespolitik hade Libyen en pro-västlig hållning och ansågs tillhöra det konservativa traditionalistiska blocket i Arabförbundet, som det anslöt sig till 1953. Samma år slöt Libyen ett tjugoårigt vänskaps- och alliansavtal med Storbritannien, som innebar att britterna mottog militärbaser i utbyte mot finansiellt och militärt bistånd. Året därpå undertecknade Libyen ett avtal med USA enligt vilket USA också fick rätt att hålla militärbaser i Libyen, i utbyte mot ekonomiskt bistånd. Den viktigaste av USA:s installationer i Libyen var Wheelus Air Base, nära Tripoli, som ansågs vara en strategiskt värdefull installation på 1950-talet och i början av 1960-talet. Reserverade platser i öknen användes av brittiska och amerikanska luftvapnet som övningsskjutfält. Libyen knöt nära band med Frankrike, Italien, Grekland och Turkiet och upprättade fullständiga diplomatiska förbindelser med Sovjetunionen 1955, men tackade nej till ett sovjetiskt erbjudande om ekonomiskt bistånd.
Som en del av ett brett stödpaket gick FN:s Technical Assistance Board med på att sponsra ett program för tekniskt bistånd som betonade utveckling av jordbruk och utbildning. Utländska makter, däribland Storbritannien och USA, tillhandahöll utvecklingsbistånd. En stadig ekonomisk förbättring skedde, men i långsam takt och Libyen förblev ett fattigt och underutvecklat land som var kraftigt beroende av utländskt bistånd.
Denna situation förändrades plötsligt och dramatiskt i juni 1959 när prospektorer från Esso bekräftade att det fanns stora petroleumreserver i Zaltan i Cyrenaika. Ytterligare upptäckter följde, och kommersiell utveckling inleddes snabbt av koncessionshållare som betalade 50 procent av sina vinster i skatt till den libyska staten. På petroleummarknaden låg Libyens fördelar inte bara i kvantiteten utan också i den höga kvaliteten hos dess råvara. Libyens närhet och direkta förbindelse till Europa över havet var ytterligare marknadsfördelar. Upptäckten och utvinningen av petroleum gjorde det vidsträckta, glesbefolkade och fattiga landet till en självständig rik nation med potential för omfattande utveckling och utgjorde därmed en stor vändpunkt i Libyens historia.

### Kungariket Libyen
Medan utvecklingen av petroleumresurserna framskred i början av 1960-talet lanserade Libyen sin första femårsplan 1963-68. En negativ följd av det nya välståndet från petroleum var dock en nedgång i jordbruksproduktionen, till stor del på grund av försummelse. Libyens inrikespolitik fortsatte att vara stabil, men det federala styrelseskicket hade visat sig ineffektivt och tungrott. I april 1963 fick premiärminister Muhi ad Din Fakini parlamentets stöd för ett lagförslag, med stöd av kungen, som avskaffade det federala statsskicket och i dess ställe upprättade en enhetsstatlig monarki med en dominerande centralregering. Genom lagstiftning skulle de historiska indelningarna Cyrenaika, Tripolitanien och Fezzan elimineras och landet indelas i tio nya provinser, som var och en leddes av en tillsatt guvernör. Parlamentet reviderade författningen 1963 för att avspegla förändringen från förbundsstat till enhetsstat.
I regionala frågor åtnjöt Libyen fördelen att inte ha förbittrade gränskonflikter med sina grannländer. Libyen var en av de trettio ursprungliga medlemmarna av Afrikanska enhetsorganisationen (OAU), som upprättades 1963, och deltog i november 1964 med Marocko, Algeriet och Tunisien i bildandet av en gemensam rådgivande kommitté syftande till ekonomiskt samarbete mellan länderna i Nordafrika. Fastän Libyen stödde arabiska rörelser, däribland självständighetsrörelserna i Marocko och Algeriet, deltog Libyen inte mycket aktivt i Mellanösternkonflikten eller den tumultartade inter-arabiska politiken på 1950-talet och början av 1960-talet.
Icke desto mindre utövade den slags arabnationalism som framfördes av Egyptens ledare Gamal Abdel Nasser ett tilltagande inflytande, särskilt hos den yngre generationen. Som svar på antivästlig agitation år 1964 krävde Libyens i huvudsak pro-västliga regering evakuering av de brittiska och amerikanska baserna före de datum som angivits i fördragen. De flesta brittiska styrkor drogs faktiskt tillbaka 1966, men evakueringen av utländska militära anläggningar, inklusive Wheelus Air Base, hade inte fullbordats förrän i mars 1970.
Sexdagarskriget mellan Israel och dess arabiska grannländer i juni 1967 väckte en stark reaktion i Libyen, särskilt i Tripoli och Benghazi, där hamn- och oljearbetare såväl som studenter var inblandade i våldsamma demonstrationer. De amerikanska och brittiska ambassaderna och oljebolags kontor skadades i upploppen. Medlemmar av den lilla judiska folkgruppen attackerades också, vilket ledde till att nästan alla återstående libyska judar emigrerade. Regeringen återställde ordningen, men därefter stupade försök att modernisera den lilla och ineffektiva libyska försvarsmakten och att reformera den mycket ineffektiva byråkratin på motstånd från konservativt håll mot de föreslagna reformernas karaktär och takt.
Fastän Libyen tydligt hade visat sitt stöd för arabiska frågor i allmänhet spelade landet ingen betydande roll i arabisk politik. Vid det arabiska toppmötet som hölls i Khartoum i september 1967 gick dock Libyen, tillsammans med Saudiarabien och Kuwait, med på att tillhandahålla generösa bidrag från oljeinkomster för att hjälpa Egypten, Syrien och Jordanien, som hade besegrats av Israel i juni. Idris var också först med att framkasta idén om att gå till kollektiv handling för att öka världsmarknadspriset på olja. Trots detta fortsatte Libyen sin nära anslutning till västvärlden, samtidigt som Idris regering förde en huvudsakligen konservativ inrikespolitik.
Efter att den libyska enhetsstaten bildats 1963 hade Idris regering försökt - utan större framgång - att främja en känsla av libysk nationalism uppbyggd kring monarkin. Men Idris själv var först och främst cyrenaiker, som aldrig var hemmastadd i Tripolitanien. Hans politiska intressen var huvudsakligen cyrenaiska, och han förstod att den reella makt han hade - vilken var större än den som föreskrevs i författningen - låg i den lojalitet han åtnjöt som emir av Cyrenaika och överhuvud för Sanusiya-orden. Idris västerländska sympatier och samhörighet med det konservativa arabiska blocket ogillades särskilt av en allt mer politiserad urban elit som föredrog alliansfrihet. Många libyer som kände till potentialen hos landets naturrikedomar blev också medvetna om att dess förmåner nådde en mycket liten del av befolkningen. En illavarslande underströmning av missnöje med korruption och maktmissbruk i förvaltningen började också visa sig, särskilt bland unga officerare i militären som var influerade av Nassers arabnationalistiska ideologi.
Idris var främmande för den folkrikaste delen av landet, för städerna och för en yngre generation libyer och tillbringade mer och mer tid i sitt palats i Darnah, nära den brittiska militärbasen. I juni 1969 lämnade kungen landet för att vila och få läkarvård i Grekland och Turkiet. Kronprins Hasan ar Rida blev ställföreträdande regent.

## Republik från 1969

### Kuppen i september 1969

Libyska arabrepublikens flagga från 1969

Den 1 september 1969 tog en grupp om omkring sjuttio unga arméofficerare och manskap, mestadels från signalkåren, kontroll över regeringen i en djärv statskupp och avskaffade Libyens monarki i ett slag. Kuppen igångsattes i Benghazi, och inom två timmar hade maktövertagandet genomförts. Arméenheter samlade sig snabbt till stöd för kuppen, och upprättade inom några dagar fast militär kontroll i Tripoli och landet i övrigt. Folkets mottagande av kuppen var entusiastiskt, särskilt bland yngre människor i städerna. Farhågor om motstånd i Cyrenaika och Fezzan visade sig sakna grund. Inga dödsfall eller våldsincidenter i samband med kuppen rapporterades.
Fria officerarnas rörelse, som tog på sig ansvaret för att ha utfört kuppen, leddes av ett direktorat med tolv medlemmar som betecknade sig självt som det Revolutionära ledningsrådet (RCC). Detta organ utgjorde Libyens regering efter kuppen. I sin inledande proklamation den 1 september förklarade RCC att landet var en fri och suverän stat vid namn Libyska arabrepubliken, som skulle fortskrida, med Guds hjälp, "på frihetens, enighetens och den sociala rättvisans väg, garantera rätten till jämlikhet till sina medborgare och för dem öppna dörrarna till hederligt arbete." Turkarnas och italienarnas och den nyss störtade "reaktionära" regimens styren kännetecknades som tillhörande "mörka tidsåldrar," som det libyska folket kallades att röra sig framåt från som "fria bröder" till en ny tidsålder av välstånd, jämlikhet och ära.
Revolutionära ledningsrådet rådde diplomater i Libyen att de revolutionära förändringarna inte hade styrts från utlandet, att befintliga fördrag och överenskommelser skulle fortsätta att gälla, och att utlänningars liv och egendom skulle beskyddas. Diplomatiska erkännanden av den nya regimen kom snabbt från länder runtom i världen. USA erkände officiellt regimen den 6 september.
Med tanke på frånvaron av inre motstånd tycktes det som den främsta faran för den nya regimen var möjligheten av en reaktion inspirerad av den frånvarande kung Idris eller hans utnämnde efterträdare Hasan ar Rida, som hade arresterats vid tiden för kuppen tillsammans med andra höga civila och militära befattningshavare i den kungliga regeringen.
Inom några dagar efter kuppen frånsade sig Hasan dock offentligt alla rättigheter till tronen, uttalade sitt stöd för den nya regimen och uppmanade folket att acceptera den utan våld. I ett utbyte av meddelanden mellan Idris och RCC förmedlade av Egyptens president Nasser tog Idris avstånd från påstådda försök att säkra brittisk intervention och förnekade att han hade planer på att återvända till Libyen. I gengäld försäkrades han av RCC om att hans kvarvarande familjemedlemmar var säkra i Libyen. På hans egen begäran och med Nassers godkännande bosatte sig Idris åter i Egypten, där han hade tillbringat sin första tid i exil och där han stannade till sin död år 1983.
Den 7 september 1969 tillkännagav RCC att det hade utsett en regering som skulle styra den nya republiken. En USA-utbildad tekniker, Mahmud Sulayman al Maghrabi, som hade suttit i fängelse sedan 1967 för sin politiska verksamhet, utsågs till premiärminister. Han var ordförande i Ministerrådet med åtta medlemmar, av vilka sju, som Maghrabi, var civila och två --Adam Said Hawwaz and Musa Ahmad- var militära officerare. Ingen av officerarna var medlem av RCC. Ministerrådet instruerades att "genomföra statens allmänna politik som den utarbetas av Revolutionära ledningsrådet," vilket inte lämnade några tvivel om var den yttersta makten låg. Dagen därpå beslöt RCC att befordra kapten Muammar al-Gaddafi till överste och utse honom till överbefälhavare över Libyens militär. Fastän RCC:s talesmän fram till januari 1970 vägrade avslöja några andra namn på rådets medlemmar var det tydligt från den dagen framåt att ledaren för RCC och de facto ny statschef var den asketiske, djupt religiöse, tjugosjuårige överste Gaddafi.
Bedömare var snabba att påpeka de slående likheterna mellan militärkuppen i Libyen 1969 och den i Egypten 1952 under ledning av Nasser, och det blev tydligt att den egyptiska erfarenheten och den karismatiske figuren Nasser hade utgjort modellen för Fria officerarnas rörelse. Medan RCC i slutet av 1969 agerade kraftfullt för att införa inrikespolitiska reformer, förklarade det neutralitet i konfrontationen mellan supermakterna och motstånd mot alla former av kolonialism och "imperialism." Det gjorde också klart att Libyen var hängivet för arabisk enighet för stöd till den palestinska saken mot Israel. RCC slog fast landets identitet som en del av den "arabiska nationen" och dess statsreligion som islam. Det avskaffade parlamentariska institutioner, tog över alla lagstiftande funktioner och vidmakthöll förbudet mot politiska partier, som varit gällande sedan 1952. Den nya regimen avfärdade kategoriskt kommunismen - till stor del därför att den var ateistisk - och anslöt sig officiellt till en arabisk tolkning av socialism som sammansmälte islamiska principer med sociala, ekonomiska och politiska reformer. Libyen hade skiftat, närmast över en natt, från de konservativa traditionalistiska arabländernas läger till de radikala nationalisternas.

### Gaddafi och det revolutionära ledningsrådet

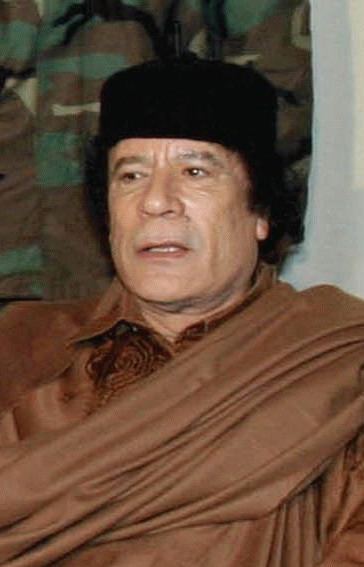
Muammar al-Gaddafi

Muammar al-Gaddafi föddes i ett beduintält i öknen nära Surt år 1942. Hans familj tillhör en liten stam arabiserade berber, Qadhafa, som är boskapsherdar med besittningar i Hunoasen. Som barn gick Gaddafi i en muslimsk grundskola. Under denna tid påverkades han djupt av de stora händelser som skedde i Arabvärlden - arabernas förlust i Brittiska Palestinamandatet 1948 och Nassers tillträde till makten i Egypten 1952. Han avslutade sina gymnasiestudier för en privatlärare i Misratah och visade särskilt intresse för historia.
Gaddafi bildade de huvudsakliga beståndsdelarna i sin politiska filosofi och sin världsbild som skolbarn. Hans utbildning var helt arabisk och starkt islamisk, till stor del med egyptiska lärare. Från denna utbildning och hans bakgrund i öknen fick Gaddafi sin fromhet och sin enkla, till och med puritanska, kodex för personligt uppförande och moral. Gaddafi är huvudsakligen en arabisk populist som såg familjeband som betydelsefulla och upprätthöll beduinernas kodex av egalitär enkelhet och personlig heder, och misstrodde sofistikerade, axiomatiskt korrupta urbana politiker. Gaddafis ideologi, som föddes av Radio Kairo under hans utvecklingsår, var en ideologi av nyvaknande arabnationalism efter egyptisk modell, med Nasser som hjälte och den egyptiska revolutionen som vägledning.
I Libyen, liksom i ett antal andra arabländer, blev antagning till militär utbildning och karriär som arméofficer tillgänglig för medlemmar av de lägre ekonomiska nivåerna först efter självständigheten. En militär karriär erbjöd en ny möjlighet för högre utbildning, för ekonomisk och social uppåtrörelse, och var för många det enda tillgängliga medlet för politisk handling och snabb förändring. För Gaddafi och många andra officerare, som var besjälade av Nassers form av arabnationalism samt av ett intensivt hat mot Israel, var en militär karriär ett revolutionärt kall.
Gaddafi inträdde i den libyska militärhögskolan i Benghazi år 1961 och tog examen i perioden 1965-66, i likhet med de flesta av hans kollegor i RCC. Efter att blivit officer utvaldes han till flera månaders ytterligare utbildning vid Royal Military Academy i Sandhurst i England. Gaddafis anslutning till Fria officerarnas rörelse började under hans tid som kadett. Den frustration och skam som upplevdes av libyska officerarna som stod hjälplöst vid sidan om vid tiden för Israels snabba och förödmjukande seger över arabiska arméer på tre fronter år 1967 födde deras beslutsamhet att bidra till arabisk enighet genom att störta den libyska monarkin.
Vid början av RCC:s styre vidhöll Gaddafi och hans kollegor att deras regering inte skulle vila på individuellt ledarskap, utan snarare på kollegialt beslutsfattande. 
Gaddafis asketiska men färgstarka personlighet, slående framträdande, energi och intensiva ideologiska stil skapade ett intryck av Gaddafi som diktator och det balanserande Revolutionära ledningsrådet som föga mer än hans nickedocka. Detta intryck var oriktigt och fastän vissa medlemmar var mer pragmatiska, mindre demonstrativa eller mindre asketiska än Gaddafi uppvisade RCC en hög grad av enhetlighet i politiskt och ekonomiskt synsätt och i hängivenhet. De andra rådsmedlemmarna var lojala mot Gaddafi som gruppledare, ansåg bedömare, inte på grund av byråkratisk underdånighet till hans diktatoriska makt, utan för att de i grunden var överens med honom och med de revolutionära arabnationalistiska ideal som han uttryckte.
Fastän RCC:s princip om att utföra verkställande åtgärder genom en företrädesvis civil regering av tekniska administratörer förblev stark ledde omständigheter och påtryckningar till modifieringar. Den första större regeringsombildningen skedde kort efter den första utmaningen mot regimen. I december 1969 arresterades försvarsminister Adam Said Hawwaz och inrikesministern Musa Ahmad och anklagades för att planera en kupp. I den nya regering som bildades efter krisen blev Gaddafi, förutom att han behöll sin post som ordförande i RCC, även premiärminister och försvarsminister. Major Abdel Salam Jallud, som i allmänhet betraktades som näst högst efter Gaddafi inom RCC, blev vice premiärminister och inrikesminister. Denna regering hade sammanlagt tretton medlemmar, av vilka fem var officerare inom RCC. Regimen utmanades en andra gång i juli 1970 när Abdullah Abid Sanusi, en släkting till kung Idris, och medlemmar av Sayf an Nasr-klanen i Fezzan anklagades för att planera att ta makten. Efter att kuppförsöket hade stoppats skedde en omfattande regeringsombildning och medlemmar RCC kom att för första gången vara i majoritet av ministrarna.
Redan från början hade RCC:s talesmän visat en allvarlig avsikt att ställa den "avlidna regimen" till svars. Åren 1971 och 1972 ställdes över 200 tidigare statliga befattningshavare - däribland 7 premiärministrar och många statsråd - samt före detta kung Idris och medlemmar av kungafamiljen inför rätta anklagade för förräderi och korruption. Många som liksom Idris levde i exil ställdes inför rätta i sin frånvaro. En stor andel av dem som åtalades blev frikända, men domar på upp till femton års fängelse och höga böter utmättes åt andra. Fem dödsdomar, av vilka alla utom ett var i personens frånvaro, uttalades. Bland dem var en mot Idris. Fatima, den tidigare drottningen, och Hasan ar Rida dömdes till fem respektive tre års fängelse.
Under tiden hade Gaddafi och RCC upplöst Sanusiya-orden och nedvärderade officiellt dess roll i att uppnå Libyens självständighet. De attackerade regionala och stammässiga skillnader som hinder i vägen mot sociala framsteg och arabisk enhet, avsatte traditionella ledare och drog upp administrativa gränser tvärsöver stamgrupperingar. Ett politiskt parti på bred basis, Arabiska socialistunionen (ASU), skapades 1971 med förebild i Arabiska socialistunionen i Egypten. Dess avsikt var att höja den politiska medvetenheten bland libyerna och bistå RCC i att formulera offentliga riktlinjer genom debatt i öppna forum. Alla politiska partier förbjöds. Fackföreningar införlivades i ASU och strejker förbjöds. Pressen, som redan var utsatt för censur, blev 1972 officiellt rekryterad som medel för revolutionen. Italienare och återstoden av den judiska gruppen utvisades från landet och deras egendomar konfiskerades.
Efter kuppen i september 1969 fortskred USA:s styrkor medvetet med sitt planerade tillbakadragande från Wheelus Air Base enligt den överenskommelse som gjorts med den föregående regimen. Den sista delen av den amerikanska kontingenten överlämnade enheten till libyerna den 11 juni 1970, som därefter firas i Libyen som nationell helgdag. Medan relationerna med USA stadigt försämrades knöt Gaddafi nära förbindelser med Sovjetunionen och andra östeuropeiska länder, samtidigt som han upprätthöll Libyens hållning som alliansfritt land och motsatte sig spridning av kommunism i Arabvärlden. Libyens armé, kraftigt utvidgad från den styrka på 6000 man som före revolutionen hade tränats och utrustats av Storbritannien, beväpnades med sovjetiskbyggda pansar och missiler.
Medan månaderna gick ägnade Gaddafi, som var fången i sina apokalyptiska visioner av revolutionär panarabism och islam inbegripna i dödlig kamp mot vad han kallade de omringande, demoniska krafterna av reaktion, imperialism och sionism, alltmer sin uppmärksamhet åt internationella istället för interna angelägenheter. Som en följd av detta föll de rutinmässiga administrativa göromålen på major Jallud, som 1972 blev premiärminister istället för Gaddafi. Två år senare övertog Jallud Gaddafis återstående administrativa och protokollära plikter för att låta Gaddafi ägna sin tid åt revolutionärt teoretiserande. Gaddafi kvarstod som militär överbefälhavare och faktisk statschef. Utländsk press spekulerade om att hans makt och personlighet inom RCC fördunklats, men Gaddafi skingrade snart sådana teorier genom sina åtgärder för att omstrukturera det libyska samhället.

### Socialistiska folkets libyska arabiska jamahiriya

Libyens flagga 1977–2011

Omskapandet av det libyska samhället som Gaddafi föreställde sig och som han ägnade sin energi åt efter det tidiga 1970-talet började formellt 1973 med en så kallad kultur- eller folkrevolution. Revolutionen syftade till att bekämpa byråkratisk ineffektivitet, brist på folkligt intresse och deltagande i styret under den nationella nivån och problem med nationell politisk samordning. I ett försök att ingjuta revolutionär glöd i sina landsmän och involvera dem i stora mängder i politiska angelägenheter uppmanade Gaddafi dem att utmana traditionella auktoriteter och ta över och sköta regeringsorgan själva. Instrumentet för att göra detta var "folkkommittén." Inom några månader hittades sådana kommittéer över hela Libyen. De var funktionellt och geografiskt baserade och fick så småningom ansvar för lokal och regional administration.
Folkkommittéer upprättades i så skiljaktiga organisationer som universitet, privata företag, statliga myndigheter och etermedier. Geografiskt baserade kommittéer bildades på guvernements- kommun- och zonnivå. Platser på folkkommittéerna på zonnivån besattes genom direkta folkval. Ledamöter som valts på det sättet kunde sedan utses att tjäna på högre nivåer. Vid mitten av 1973 uppskattades antalet folkkommittéer till över 2000.
I omfattningen av deras administrativa och reglerande uppgifter och metoden för att utse deras ledamöter förkroppsligade folkkommittéerna den idé om direkt demokrati som Gaddafi framförde i första delen av Gröna boken, som publicerades 1976. Samma idé låg bakom förslag att skapa en ny politisk struktur bestående av "folkkongresser." Mittpunkten i det nya systemet var Allmänna folkkongressen, ett nationellt representativt organ som tänktes ersätta Revolutionära ledningsrådet.
Den nya politiska ordningen tog form i mars 1977 när Allmänna folkkongressen, på Gaddafis begäran, antog "Deklarationen om upprättandet av Folkets makt" och utropade Socialistiska folkets libyska arabiska jamahiriya. Termen jamahiriya är svår att översätta, men den amerikanska forskaren har föreslagit de engelska översättningarna "peopledom" eller "state of the masses" som en rimlig approximation av Gaddafis idé att folket skulle styra sig självt fritt från restriktioner, i synnerhet den moderna byråkratiska statens. Allmänna folkkongressen antog också resolutioner som utnämnde Gaddafi till dess generalsekreterare och skapade Allmänna folkkongressens generalsekretariat, som bestod av de kvarvarande medlemmarna av det avskaffade Revolutionära ledningsrådet. Den tillsatte också Allmänna folkkommittén, som ersatte ministerrådet och vars medlemmar nu kallades sekreterare istället för ministrar.
All lagstiftande och verkställande makt övergick till Allmänna folkkongressen. Detta organ delegerade dock det mesta av sin viktiga makt till sin generalsekreterare och sitt generalsekretariat och till Allmänna folkkommittén. Gaddafi, som generalsekreterare för Allmänna folkkongressen, förblev den främsta beslutsfattaren, liksom han hade varit när han var ordförande i Revolutionära kommandorådet. I sin tur hade alla vuxna rätt och skyldighet att delta i överläggningar i sin grundläggande folkkongress, vars beslut fördes upp till Allmänna folkkongressen för övervägande och införande som nationell politik. I teorin var de grundläggande folkkongresserna platsen för den högsta politiska makten och beslutsfattandet, genom att förkroppsliga det som Gaddafi kallade direkt "folkmakt." Deklarationen av år 1977 och dess medföljande resolutioner utgjorde en grundläggande omdaning av den konstitutionella proklamationen från 1969, särskilt i fråga om statens struktur och organisation på både de nationella och lokala nivåerna.
Gaddafi fortsatte att omforma Libyens politiska och administrativa struktur och införde ännu ett element i staten. Med början år 1977 organiserades "revolutionskommittéer" och tilldelades uppgiften "absolut revolutionär övervakning av folkmakten", det vill säga att de skulle vägleda folkkommittéerna, höja den allmänna nivån på den politiska medvetenheten och hängivenheten för revolutionära ideal, och hålla vakt mot avvikelser och opposition inom de grundläggande folkkongresserna. Revolutionskommittéerna, som fanns överallt och var fyllda med politiskt listiga fanatiker, tog 1979 kontroll över valen till de grundläggande folkkongresserna. Fastän de inte var officiella statliga organ blev revolutionskommittéerna en ny stöttepelare för den inrikespolitiska scenen. Liksom folkkommittéerna och andra administrativa innovationer sedan revolutionen passade revolutionskommittéerna i mönstret att pålägga ett nytt element på det befintliga lokala statssystemet snarare än att eliminera eller stärka redan befintliga strukturer. Vid slutet av 1970-talet var resultatet ett onödigt komplicerat system av överlappande jurisdiktioner där samarbete och samordning mellan olika beståndsdelar försvårades av dåligt definierade tilldelningar av makt och ansvar.
Förändringarna i den libyska ledningen sedan 1976 kulminerade i mars 1979, då Allmänna folkkongressen förklarade att "överföringen av makten till massorna" och "separationen av staten från revolutionen" var fullbordade. Gaddafi avsade sig sina uppgifter som generalsekreterare i Allmänna folkkongressen, och är sedan dess känd som "ledaren" eller "Revolutionens ledare". Han kvarstod som överbefälhavare över militären. Hans ersättare var Abdallah Ubaydi, som i praktiken hade varit premiärminister sedan 1979. Revolutionära ledningsrådet upplöstes formellt och regeringen omorganiserades åter till folkkommittéer. En nya Allmän folkkommitté (regering) utsågs, och var och en av dess "sekreterare" blev chef för en specialiserad folkkommitté, med undantag för "sekretariaten" för petroleum, utrikespolitik och tung industri, där det inte fanns några folkkommittéer. Ett förslag framfördes också om att upprätta en "folkarmé" genom att ersätta den nationella armén med en nationell milis som bildades i slutet av 1970-talet. Fastän idén kom upp igen i början av 1982, tycktes den inte vara nära att genomföras.
Omdaningen av ekonomin skedde parallellt med försöket att omforma politiska och sociala institutioner. Till slutet av 1970-talet var Libyens ekonomi blandad, med en stor roll för privat företagsamhet utom på områdena oljeproduktion och -distribution, bank- och försäkringsväsende. Men enligt volym två av Gaddafis Gröna bok, som utkom 1978, var privat detaljhandel, hyra och löner former av "exploatering" som borde avskaffas. Istället skulle kommittéer för arbetares självförvaltning och partnerskap för vinstdelning fungera i offentliga och privata företag. En egendomslag infördes som förbjöd ägande av mer än en privatbostad, och libyska arbetare tog kontroll över ett stort antal bolag och gjorde dem till statligt styrda företag. Detaljhandels- och partihandelsverksamheter ersattes av "folkstormarknader", där libyerna i teorin kunde köpa vad de behövde till låga priser. Vid 1981 hade staten också begränsat tillgången till personliga bankkonton för att föra över privata tillgångar till statliga projekt.
Åtgärder som dessa gynnade otvivelaktigt fattigare libyer, men de skapade förtrytelse och motstånd bland dem som nyligen fråntagits sin egendom. Dessa anslöt sig till de redan alienerade, av vilka vissa hade börjat lämna landet. Vid 1982 hade kanske 50 000 till 100 000 flyttat utomlands. Eftersom många av emigranter tillhörde de företagande och bättre utbildade libyerna, utgjorde de en betydande förlust av administrativ och teknisk expertis.
Vissa av exillibyerna bildade aktiva oppositionsgrupper. Fastän grupperna i allmänhet var ineffektiva varnade Gaddafi i början av 1979 oppositionsledarna att återvända hem omedelbart eller mötas av "likvidering." En våg av mord på framträdande exillibyer, mestadels i Västeuropa, följde. Få motståndare besvarade uppmaningen till "botgöring" 1979 eller en liknande som utfärdades i oktober 1982 då Qadhdafi än en gång hotade att likvidera de motsträviga. Allmänna folkkongressen hade redan förklarat deras personliga egendom förverkad.
Den interna oppositionen kom från element av medelklassen som motsatte sig Gaddafis ekonomiska reformer och från studenter och intellektuella som kritiserade hans ideologi. Han ådrog sig också ilska från den islamiska gemenskapen för sina oortodoxa tolkningar av islams lära och traditioner, sin utmaning mot det religiösa etablissemangets auktoritet och sin åsikt att idéerna i Gröna boken var förenliga med grundade på islam. Donerade islamiska egendomar nationaliserades som en del i Qadhdafis ekonomiska reformer, och han uppmanade "massorna" att ta över moskéer
De allvarligaste utmaningarna kom från militären, i synnerhet officerskåren, och från Revolutionära ledningsrådet. Kanske den mest betydande skedde 1975 då planeringsministern och medlemmen av Revolutionära ledningsrådet major Umar Mihayshi och omkring trettio arméofficerare utförde ett kuppförsök efter osämja rörande ekonomisk politik. När kuppen misslyckades flydde Mihayshi och en del av landets teknokratiska elit. I en åtgärd som signalerade en ny intolerans mot avvikande uppfattningar avrättade regimen tjugotvå av de anklagade arméofficerarna 1977. Det var den första sådana bestraffningen på över tjugo år. Ytterligare avrättningar av oliktänkande arméofficerare rapporterades 1979, och i augusti 1980 hävdas flera hundra personer ha dödats efter en misslyckad armérevolt med centrum i Tobruk.

### Petroleumpolitik
Den ekonomiska basen för Libyens revolution har varit dess oljeinkomster. Libyens petroleumtillgångar var dock små jämfört med andra viktiga petroleumproducerande arabländer. Som en följd av detta var Libyen mer benäget att ransonera produktionen för att bevara sina naturrikedomar och mindre benägen att moderera sina krav på prisökningar än de andra länderna. Petroleum sågs både som ett sätt att finansiera den ekonomiska och sociala utvecklingen av ett bedrövligt underutvecklat land och som ett politiskt vapen att använda i den arabiska kampen mot Israel.
Produktionsökningen som följde 1969 års revolution beledsagades av krav från Libyen på högre petroleumpriser, en större andel av avkastningen och mer kontroll över landets petroleumindustri. Utländska petroleumbolag gick med på en prishöjning på mer än tre gånger den befintliga nivån (från 0,90 till 3,45 amerikanska dollar per fat) i början av 1971. I december förstatligade Libyens regering plötsligt British Petroleums innehav i Libyen och drog tillbaka tillgångar till ett värde av ungefär 550 miljoner amerikanska dollar som investerats i brittiska banker som en följd av en utrikespolitisk dispyt. British Petroleum förkastade ett libyskt erbjudande om kompensation som otillräckligt, och det brittiska finansdepartementet förbjöd Libyen att delta i sterlingområdet. År 1973 tillkännagav Libyens regering att aktiemajoriteten i alla andra petroleumbolag som var verksamma i landet förstatligades. Detta steg gav Libyen kontroll över omkring 60 procent av sin inhemska oljeproduktion vid början av 1974, och denna andel steg senare till 70 procent. Totalt förstatligande kom inte på fråga med tanke på behovet av utländsk expertis och finansiering för prospektering, produktion och distribution.
Libyen förespråkade fortsatt användning av petroleum som ett maktmedel mot Israel och dess anhängare i Västvärlden och stödde starkt bildandet av OPEC 1973. Libyens militanta hållning var delvis ansvarig för OPEC:s åtgärder för att höja oljepriser, införa embargon och vinna kontroll över produktionen. Som en följd av sådana policyer minskade Libyens oljeproduktion till hälften mellan 1970 och 1974, medan intäkterna från oljeexporten mer än fyrdubblades. Produktionen fortsatte att falla och nådde botten med den lägsta nivån på elva år 1975 vid en tidpunkt då regeringen beredde sig på att investera stora mängder oljeinkomster i andra sektrorer i ekonomin. Därefter stabiliserades produktionen till omkring 2 miljoner fat per dag. Produktionen och därmed inkomsterna minskade åter i början av 1980-talet på grund av det höga priset på libysk råolja och eftersom recessionen i den industrialiserade världen minskade efterfrågan på olja från alla källor.
Libyens femåriga ekonomiska och sociala omformningsplan (1976-80), som tillkännagavs 1975, var programmerad att pumpa 20 miljarder USA-dollar in i utvecklandet av en bred uppsättning ekonomiska verksamheter som skulle fortsätta att ge inkomster efter att Libyens petroleumtillgångar hade tömts.   Jordbruket fick den största andelen av biståndet i ett försök att göra Libyen självförsörjande på livsmedel och bidra till att behålla landsbygdsbefolkningen sysselsatt inom jordbruket. Industrin, som det inte fanns mycket av före revolutionen, mottog också en betydande mängd finansiering i den första utvecklingsplanen samt i den andra, som lanserades 1981.
Libyen fortsatte att plågas av ett underskott på utbildad arbetskraft, som liksom många sorters konsumtionsvaror måste importeras. I båda fallen betalades importen med oljeinkomster. Samma oljeintäkter möjliggjorde dock en betydande förbättring i nästan alla libyers liv. Under 1970-talet lyckades regeringen göra stora förbättringar i medborgarnas allmänna välfärd. På 1980-talet åtnjöt libyerna kraftigt förbättrade bostäder och utbildning, omfattande välfärdstjänster och en allmän hälsostandard som var bland de högsta i Afrika.

### Libyen och arabisk enhet
Gaddafi blev den främste företrädaren för arabisk enhet under 1970-talet. Även om alla arabiska regeringar stödde idén i princip, ansåg de flesta att förhållandena inte var de rätta för att tillämpa den i praktiken eller att enheten skulle komma först vid slutet av en lång process av historisk utveckling. Men Gaddafi avfärdade dessa synsätt. Som han uppfattade det var arabisk enhet inte ett ideal utan ett realistiskt mål. Han instämde i att åstadkommandet av arabisk enhet var en process som krävde påföljande och mellanliggande utvecklingsstadier, men den utmaning han framlade för andra arabledare var att processen måste börja någonstans. Gaddafi uttryckte sin beslutsamhet att göra ett bidrag till processen och erbjöd Libyen som den omdanande kraften.
Under 1970 rådgjorde Gaddafi med egyptiska och sudanesiska ledare om hur någon form av union skulle åstadkommas. Nasser dog i september 1970, men det egyptiska deltagandet i enhetssamtalen fortsatte under hans efterträdare, president Anwar as Sadat. Det var dock den unge Gaddafi som axlade Nassers mantel som ideologisk ledare för arabnationalismen.
På begäran av dess nye statschef, generallöjtnant Hafiz al Assad, utökades enhetssamtalen till att inbegripa Syrien. Efter ytterligare möten tillkännagav Gaddafi, Sadat och Assad samtidigt i april 1971 bildandet av en federation av Libyen, Egypten och Syrien. De tre statscheferna undertecknade ett utkast till konstitution i augusti som blev överväldigande godkänt i folkomröstningar i alla tre länder. Sadat utnämndes till första president i ett råd av statschefer som skulle bli styrande organ för Federationen av arabrepubliker (FAR), som kom till på papperet den 1 januari 1972. Planer skisserades för att uppnå en fullständig förening med inverkan på rättsväsen, lagar, arbetsmarknad, militär och utrikespolitik i alla tre stater. FAR:s ledare lyckades dock inte nå överenskommelser om specifika åtgärder, och federationen kom aldrig längre än till att göra symboliska gester av enighet, såsom att anta en gemensam flagga.
För Gaddafi var FAR ett steg på vägen till att åstadkomma hans yttersta mål: det genomgripande enandet av den "arabiska nationen." Fastän han förblev federationens mest glödande anhängare var Gaddafi aldrig nöjd med den inriktning som hans egyptiska och syriska partner intog gentemot vad han benämnde "stridsplanen" för konfrontation med Israel. Inte desto mindre inledde han samtal med Sadat om fullständig politisk union mellan Egypten och Libyen, som skulle sammansmälta grannländerna till en enda stat inom ramverket för FAR.
Vid första åsynen såg den föreslagna sammanslagningen ut som att para en val med en småfisk. Egyptens invånarantal var 34 miljoner och Libyens under 2 miljoner. Men Libyens årliga inkomst per capita var fjorton gånger så stor som Egyptens. Dess fiskala reserver 1972 uppskattades till mer än motsvarande 2,5 miljarder USA-dollar - åtminstone tio gånger den mängd som Egypten innehade.
Sadat utlovade stöd för projektet vid avslutningen av en konferens med Gaddafi i augusti 1972. Snart visade sig dock verkliga hinder för sammanslagningen, däribland den allvarliga personliga oenigheten mellan de två ledarna rörande en tidtabell för enandet. Gaddafi förespråkade ett omedelbart enande, som skulle följas av utarbetandet av en konstitution. Sadat insisterade på en stegvis integration och noggrann förberedelse av unionens styrmedel. Under 1973 gick Gaddafi så långt som till att erbjuda sig att avgå som Libyens statschef om hans avgång skulle blidka Sadat, vars entusiasm för sammanslagningen hade avtagit märkbart. Gaddafi organiserade också en "helig marsch" till Kairo av uppskattningsvis 30 000 libyer för att demonstrera libyskt stöd för sammanslagningen, men till ingen nytta. Datumet 1 september 1973, som Sadat hade satt för att gå till slutlig handling med sammanslagningen, passerade utan att märkas i Kairo, vilket knappast var förvånande eftersom många egyptier såväl som libyer hade kommit att motsätta sig projektet. Motståndet stammade från den historiska antipatin mellan egyptier och libyer och sådana faktorer som de två politiska systemens oförenlighet, med Egypten betydligt mer demokratiskt än Libyen samt mer sekulärt inriktat.
Gaddafi föreställde sig en kombination av Libyens välstånd och Egyptens människomaterial och militära kapacitet som det viktigaste elementet för en framgång i den arabiska kampen mot Israel. Exempelvis överfördes libyska stridsflygplan i hemlighet till Egyptens flygvapen för att främja denna framgång och kom till användning i oktoberkriget 1973. Det var dock det kriget mot Israel som visade sig vara vattendelaren i relationerna mellan de två arabstaterna. Den gemensamma egyptisk-syriska operationen kom som en överraskning för Gaddafi, som hade varit utestängd från planeringen av Sadat och Assad. Den libyske ledaren kritiserade skarpt sina före detta FAR-partner för att slösa resurser på att utkämpa ett krig för begränsade målsättningar, och blev bestört över Sadats överenskommelse om en vapenvila efter den framgångsrika israeliska motoffensiven. Han anklagade den egyptiske ledaren för feghet och för att medvetet sabotera federationen. Som svar avslöjade Sadat att han hade intervenerat 1973 för att förhindra en planerad libysk ubåtsattack mot Queen Elizabeth 2 då det brittiska kryssningsfartyget transporterade en judisk turistgrupp i Medelhavet. Därefter urartade relationerna mellan de båda ledarna till en serie anklagelser och motanklagelser som effektivt avslutade allt tal om sammanslagning.
I mitten av 1970-talet genomförde Gaddafi ett större rustningsprogram som betalades av de högre oljeintäkterna efter 1973. Han önskade spela en stor roll i Mellanösterns affärer baserat på militär styrka och tilltagande olust inför Sadats politik. För att anskaffa sofistikerade vapen vände sig Gaddafi till Sovjetunionen, som han utvecklade närmare och närmare relationer med då Sadat mer och mer lutade åt en fredlig lösning på Mellanösternkonflikten. Ömsesidig misstänksamhet mellan Sadat och Gaddafi, plus egyptiska anklagelser om libysk omstörtande verksamhet, ledde till ett kort men skarpt krig längs deras gemensamma gräns i juli 1977. Egyptiska styrkor avancerade en kort sträcka in i Libyen innan medling från Algeriet avslutade striderna. Konflikten ledde till att tusentals egyptier anställda i petroleumindustri, jordbruk, handel, utbildning och förvaltning lämnade Libyen, vilket orsakade störningar i Libyens ekonomiska verksamheter och samhällsservice.
Den stora brytningen mellan Egypten och Libyen kom gällande Sadats resa till Jerusalem följande november och slutandet av en separat fred med Israel i september 1978. Inte bara bröts de diplomatiska förbindelserna mellan Egypten och Libyen, utan Libyen spelade en ledande roll i att organisera  Steadfastness and Confrontation Front i december 1977. Frontens medlemmar var Libyen, Syrien, Algeriet, Sydyemen och PLO, som alla bittert motsatte sig Sadats fredsinitiativ. Gaddafi förespråkade isolering av Egypten som straff, eftersom han orubbligt förkastade en fredlig lösning med Israel. Han tonade senare ned sin mer extrema retorik för att bilda enighet bland arabländerna om att motsätta sig president Sadats och hans efterträdares, Hosni Mubaraks, politik.
Gaddafis sökande efter enighet västerut var lika verkningslös. En föreslagen union med Tunisien 1974 tillbakavisades omedelbart av Tunisiens president Habib Bourguiba. Denna incident, tillsammans med tunisiska anklagelser om libysk omstörtande verksamhet och ett gräl om avgränsningen av kontinentalplattan med dess oljefält, förbittrade relationerna grundligt. Så i början av 1980 iscensatte en grupp missnöjda tunisier ett misslyckat uppror i Gafsa i centrala Tunisien, förklätt till ett anfall från Algeriet. Bourguiba anklagade Gaddafi för att ha anstiftat händelsen och avbröt de diplomatiska förbindelserna med Libyen. Gaddafi förnekade inblandning, men relationerna mellan Tripoli och Tunis stod fortsatt lågt.
Efter att ha misslyckats att åstadkomma unioner med Egypten och Tunisien vände sig Gaddafi än en gång till Syrien. I september 1980 gick Assad med på ännu en sammanslagning med Libyen. Detta försök skedde vid en tidpunkt då båda länderna var diplomatiskt isolerade. Som en del av överenskommelsen åtog sig Libyen att betala en skuld på 1 miljard USA-dollar som Syrien var skyldigt Sovjetunionen för vapen.
Ironiskt nog rörde denna lyckade union med Syrien till Gaddafis panarabiska ambitioner. När Iran–Irak-kriget bröt ut i september 1980 var Libyen och Syrien de enda arabländerna som gav sitt ovillkorliga stöd till det icke-arabiska Iran. Samtidigt medförde kriget en brytning i Libyens relationer med Irak och Saudiarabien. Ännu ett hinder uppstod i december 1981 när Gaddafi var tvungen att brottas med den första av två flygkapningar som utfördes av libanesiska shiamuslimer som sökte information om sin ledare, imam Musa Sadr, som hade försvunnit när han besökte Libyen 1978. Båda kapningarna slutade utan någon frigivning eller några nyheter om Musa Sadr, vars försvinnande fläckade bilden av Libyen allvarligt bland shiiter i Libanon, Iran och på andra håll.

### Libyska initiativ i subsahariska Afrika
Gaddafis inställning till subsahariska Afrika rörde sig runt flera grundläggande intressen: försöket att öka Libyens inflytande i muslimska eller delvis muslimska länder, främjande av islamisk enighet, samt stöd, ofta okritiskt, för afrikanska befrielserörelser. Ett av Gaddafis ofta upprepade mål var att skapa en saharisk islamisk stat, men kritiker anklagade honom för att vara mer intresserad av ett imperium än av att gynna och främja islam. De nämnda målsättningarna styrde hans relationer med afrikanska stater, och allra mest i grannländerna Tchad och Sudan.
Libyen hade varit djupt inblandat i Tchad sedan början av 1970-talet. Anledningar till denna inblandning var bland andra samhörigheter mellan stammar och religiösa grupper i norra Tchad och södra Libyen och en omstridd gemensam gräns ända sedan kolonialtiden. År 1973 ockuperade Libyen Aouzouremsan. Detta territorium, som sägs innehålla betydande mängder uran och andra mineraler, gav libyerna ett stadigt fotfäste i Tchad. Från sin bas på Aozouremsan gav Gaddafi även moraliskt och materiellt stöd till dissidenter i norra Tchad under det långa inbördeskriget i landet. I slutet av 1970-talet leddes dessa av Goukouni Oueddei, ledaren för tebu.
Efter att medlingsförsök på 1970-talet där Libyen var djupt inblandat hade misslyckats tillhandahöll Gaddafi utrustning och soldater till Goukouni som tillät honom att inta Tchads huvudstad N'Djamena i december 1980. I januari förespråkade de två ledarna en union av sina länder, men detta möttes av ett så kraftigt ramaskri från ett antal västafrikanska länder och från Frankrike, Tchads före detta kolonialmakt, att förslaget kasserades. Även inom Goukounis egna styrkor fanns betydande motstånd mot Libyens närvaro och taktik. Under ihållande internationella påtryckningar drog sig Libyens trupper, som uppskattades till 10 000 till 15 000 soldater, tillbaka till Aozouremsan i november 1981. Oppositionsstyrkor ledda av Hissène Habré drev sedan Goukouni tillbaka åt norr och gav Habré kontroll över N'Djamena, där han utan framgång försökte få Libyen att dra sig tillbaka från Aouzou.
Under 1970-talet utvecklades relationerna mellan Libyen och Sudan från dåliga till sämre. Vid början av årtiondet hjälpte Gaddafi Sudans president Jaafar an Numayri mot vänsterinriktade konspiratörer. Men i mitten av 1970-talet hade relationerna blivit fientliga efter att Numayri anklagat Libyen för omstörtande verksamhet och ansvar för flera kuppförsök. Därefter tillhörde Sudan lägret av Gaddafis svurna motståndare. År 1980 fördömde Numayri Libyens invasion i Tchad, och var särskilt oroad för att Libyen skulle blanda sig Sudans oroliga gränsprovins Darfur. I början av 1981 förespråkade Numayri att Libyen skulle uteslutas ur Arabförbundet och att arabländerna skulle samarbeta om att störta eller döda Gaddafi. Några månader senare beordrade han libyska diplomater att lämna Khartoum efter en bombning av Tchads ambassad som kopplades samman med anstiftan från Libyen.
Libyens intervention i Uganda på 1970-talet utgjorde ett särfall. Där var Gaddafi mindre intresserad av enighet än av att stötta en vänligt sinnad islamisk regim mot både inre och yttre motstånd. Med början 1972 gav Gaddafi ekonomiskt och militärt stöd till Idi Amin Dada i utbyte mot att Amin bröt Ugandas tidigare nära relation med Israel. Därefter fortsatte Gaddafi att stödja Amin, trots det allmänna fördömandet av Amins brutala styre. I slutet av 1978 och början av 1979, då samordnade tanzaniska och ugandiska styrkor störtade Amin från makten, flög Gaddafi utan framgång trupper och proviant till Amins försvar, och han gav den ugandiske ledaren tillfällig asyl i Tripoli. 

### Relationer med USA och Västeuropa
På 1970-talet och början av 1980-talet misstänktes Libyen allmänt för att finansiera internationella terroristaktiviteter och politisk upprorsverksamhet runtom i världen. Rekryter från olika nationella befrielserörelser uppgavs få träning i Libyen, och libysk finansiering av palestinska aktiviteter mot Israel tillstods öppet. Det förekom också anklagelser om libyskt stöd till så skiljaktiga grupper som libanesiska vänstergrupper, Irländska republikanska armén, muslimska rebeller i Filippinerna och vänsterextremister i Europa och Japan. Vissa bedömare ansåg att stödet var med i ord än i gärning. År 1981 förklarade dock Allmänna folkkongressen att Libyens stöd för nationella befrielserörelser var av princip, vilket gav trovärdighet åt beskyllningarna om stöd för terrorism.
Stöd för internationell terrorism var en viktig fråga i Libyens relationer med USA och Västeuropa. USA i synnerhet betraktade Libyens diplomatiska och materiella stöd för vad Tripoli kallade "befrielserörelser" som bistånd och hjälp till internationella terrorister. I allmänhet utvecklades relationerna mellan de båda länderna från början av 1970-talet från dåliga till ännu sämre, även om USA fortsatte att importera libysk råolja.
Gaddafi motsatte sig USA:s diplomatiska initiativ och militära närvaro i Mellanöstern. Som en protest mot Washingtons politik i Iran stormades och brändes USA:s ambassad i Tripoli i december 1979. I slutet av 1970-talet blockerade USA leveranser till Libyen av utrustning som bedömdes vara av potentiellt militärt värde och i maj 1981 beordrades Libyens diplomatiska personal att lämna USA för att förhindra mord på libyska dissidenter. Den allvarligaste incidenten skedde i augusti 1981 då amerikanska jetplan sköt ned två libyska stridsflygplan under flottmanövrer i Sidrabukten. Samma månad undertecknade Libyen ett ekonomiskt och politiskt avtal med Etiopien och Sydyemen som syftade till att motverka västerländska, och främst amerikanska, intressen i Medelhavet och Indiska oceanen. Efter en serie konsultationer blev dock pakten till stor del verkningslös.
Libyens oljeinkomster kom från försäljning till Västeuropa såväl som till USA, och för att försäkra sig om en stadig tillförsel av olja försökte de flesta europeiska länder vara på någorlunda god fot med sin libyska leverantör. Vissa protester uppkom mot vågen av politiska mord på exillibyer i Europa 1980, men bara Storbritannien med sin oberoende oljetillgång tog stark ställning i frågan. Gaddafis efterfrågan samma år på kompensation från Storbritannien, Västtyskland och Italien för förstörelse av libysk egendom under andra världskriget fick inget svar, ens när den libyske ledaren hotade att beslagta egendom om tillräcklig kompensation inte kunde erhållas.
Vid början av 1980-talet var Libyen ett land invecklat i kontroverser. Libyska vågspel i Tchad och på andra håll i Nordafrika och Mellanöstern hade dragit mycket vanära över Gaddafi, som ofta eftersträvade sitt mål om arabisk och islamisk enighet och utvidgat libyskt inflytande till synbarligen varje pris. Misstänksamhet, om inte fientlighet, var också det vanliga svaret på Gaddafis initiativ i Arabvärlden och Västvärlden.
Inrikes hade regeringen försökt genomföra en mer jämlik fördelning av välstånd, en åtgärd som gladde många men långt ifrån alla av dess medborgare. Ett nytt politiskt system med nya institutioner var också inrättat med målsättningen att involvera så många medborgare som möjligt i att styra sig själva. Men överlappande jurisdiktioner och ansvar hade lett till förvirring, och det fanns frågor om kommittésystemets duglighet. Ett stort antal libyer verkade ointresserade av politiskt deltagande, medan andra hade gått i opposition, aktiv eller passiv, hemma och utomlands. Landets oljeintäkter hade kanaliserats i jordbruks- och industriprojekt som regimen hoppades skulle erbjuda sysselsättning och minska beroendet av importer och utländsk arbetskraft. Även på dessa områden var resultaten mindre lovande att vad som hade väntats, och fallande oljepriser minskade de finansiella resurser som kunde tillägnas fortsatta ekonomiska och utrikespolitiska initiativ.
Nedgången i oljeintäkter och den därpå följande ekonomiska nedgångsperioden, det fortsatte beroendet av icke-libysk expertis och den allmänt ogynnsamma tillståndet i utrikesrelationer och ihållande oliktänkande i militären och samhället i stort medförde allvarliga problem för Gaddafis regim i början av 1980-talet.
Gaddafis konfrontatoriska utrikespolitik och användning av terrorism, liksom Libyens växande vänskap med Sovjetunionen, ledde till ökade spänningar med Västvärlden på 1980-talet. Efter en terrorbombning av ett diskotek i Västberlin som frekventerades av amerikansk militärpersonal vedergällde USA militär 1986 mot mål i Libyen, och införde omfattande ensidiga ekonomiska sanktioner. 
Efter att Libyen hade varit invecklat i bombningen 1988 av Pan Am flight 103 över Lockerbie i Skottland (Lockerbieaffären) infördes FN-sanktioner 1992. Resolutioner i FN:s säkerhetsråd som antogs 1992 och 1993 krävde att Libyen uppfyllde fordringarna i relation till Lockerbieaffären innan sanktionerna kunde lyftas. Inledningsvis vägrade Gaddafi rätta sig efter dessa krav, vilket ledde till politisk och ekonomisk isolering av Libyen under större delen av 1990-talet.
År 1991 blev libyska underrättelsetjänstagenter åtalade av federala åklagare i USA och Skottland för inblandning i bombning av Pan Am flight 103 i december 1988. Sex andra libyer ställdes inför rätta i sin frånvaro för bombningen av UTA Flight 772 1989. FN:s säkerhetsråd krävde att Libyen skulle överlämna de misstänkta, samarbeta med utredningarna om flygplansbombningarna, betala kompensation till offrens familjer och avsluta allt stöd för terrorism. Libyens vägran att samarbeta ledde till godkännande av FN:s säkerhetsråds resolution 748 den 31 mars 1992, som införde sanktioner mot landet med syftet att tvinga fram åtlydnad från Libyen. Fortsatt trots från Libyen ledde till ytterligare FN-sanktioner mot Libyen i november 1993.
År 1999 uppfyllde Libyen en av fordringarna i säkerhetsrådets resolutioner genom att utlämna två libyer som var misstänkta i samband med bombningen för att ställas inför rätta i en skotsk domstol i Nederländerna. En av dessa misstänkta, Abdel Basset al-Megrahi, befanns skyldig, medan den andre frikändes. Domen mot Al-Megrahi upprätthölls efter överklagan 2002. I augusti 2003 uppfyllde Libyen de kvarvarande kraven i säkerhetsrådsresolutionerna, inklusive att acceptera ansvar för dess tjänstemäns gärningar och betalning av tillräcklig kompensation till offrens familjer. FN:s sanktioner lyftes den 12 september 2003. USA:s sanktioner lyftes den 20 september 2004.
År 2003, över tio år efter att sanktionerna hade införts, började Libyen göra dramatiska ändringar i sin politik gentemot västvärlden, med den öppna målsättningen att driva en avspänningspolitik mellan väst och Libyen. Libyens regering tillkännagav sitt beslut att överge sina program för massförstörelsevapen och betala kompensation till familjerna till offren från Pan Am flight 103 samt UTA Flight 772. Beslutet välkomnades av många västländer och sågs som ett viktigt steg för Libyen i riktning mot att återinträda i den internationella gemenskapen. Den 19 december 2003 tillkännagav Libyen offentligt sin avsikt att göra sig av med sina program för massförstörelsevapen och Missile Technology Control Regime (MTCR)-klassade missiler. Sedan dess har Libyen samarbetat med USA, Storbritannien, IAEA och Organisationen för förbud mot kemiska vapen i riktning mot dessa målsättningar. Libyen har också undertecknat IAEA:s tilläggsprotokoll och har anslutit sig till Konventionen mot kemiska vapen. Dessa var viktiga steg mot fullständiga diplomatiska förbindelser mellan USA och Libyen. Sedan 2003 har landet gjort ansträngningar att normalisera sina förbindelser med Europeiska unionen och USA och har till och med myntat begreppet 'Libyenmodellen', ett exempel som ska visa världen vad som kan åstadkommas genom förhandlingar istället för våld när det finns god vilja på båda sidor. 
Den 15 maj 2006 tillkännagav USA:s utrikesdepartement att det skulle återuppta diplomatiska förbindelser med Libyen fullständigt om Libyen lade ned sina rustningsprogram. Utrikesdepartementet avförde också Libyen från sin lista över statsstödd terrorism, som landet hade funnits på i 27 år.
Den 16 oktober 2007 valdes Libyen till att ingå i FN:s säkerhetsråd i två år med början i januari 2008.

## Inbördeskrig
Den politiska protestvåg som började i Tunisien sent 2010 (se Tunisiska revolutionen 2010–2011) nådde Libyen i mitten av februari 2011. Våldsamma demonstrationer i Benghazi mot den sittande regimen den 17 februari ledde till konfrontation med säkerhetsstyrkor, med ett dussintal dödade och ett hundratal skadade. Efter avhopp från militär och polisstyrkor, kunde en samlad opposition i slutet av februari samlas kring det nybildade Nationella övergångsrådet som relativt snabbt fick i princip hela Cyrenaika under sin kontroll. Protester pågick på skilda håll även i västra delarna av landet, men där lyckades successivt Gaddafis regim under de kommande månaderna återta kontrollen över alla områden utom två (Misrata öster om Tripoli och Nafusa-bergen i västligaste Tripolitanien).
Regelrätta slag utkämpades samtidigt utefter kusten i Stora Syrten, där regimens styrkor i mitten av mars hade nått fram till Benghazis utkanter. Gaddafi-regimens tidigare övervåld mot demonstranter vållade internationella reaktioner som till slut ledde fram till ett av FN sanktionerat flygförbud. En internationell allians under ledning av NATO kom under till och med oktober att upprätthålla en flygförbudszon över libyskt territorium. Samtidigt utfördes ett stort antal flygräder mot i första hand regimstyrkor, vilket bidrog till att stärka den libyska oppositionen, samtidigt som det ledde till internationell kritik från länder som Kina och Ryssland. Vissa sändningar av militärt materiel kanaliserades också till den libyska oppositionen, i strid med ett tidigare infört vapenembargo fast (bland annat av Frankrike) motiverat av materielens defensiva roll.
Stridslinjen i Stora Syrten stod under senvåren och de tre sommarmånaderna i princip still. Oppositionen vann sakta men säkert terräng i Nafusa-bergen och runt Misrata, där Gaddafis stridskrafter hämmades av flygangreppen från den NATO-ledda koalitionen. I mitten av augusti gjorde oppositionsstyrkorna i väster ett samlat angrepp mot Tripoli. Från Nafusa-bergen nådde man ner och ockuperade kuststäder väster om staden, samtidigt som man avancerade från Misrata i öster. Därefter inleddes anfallet mot själva Tripoli, understött av bombningar från NATO och ett uppror i östra delen av staden. Innan augusti var över, hade Gaddafi-regimen förlorat makten över den libyska huvudstaden. Under september fortsatte oppositionsstyrkorna att ta över Fezzan (ökenlandet i söder), medan de sista striderna i oktober kom att stå kring de starka Gaddafi-fästena Bani Walid och Sirte. Strax efter Gaddafis tillfångatagande och död den 20 oktober förklarade det Nationella övergångsrådet Libyen "befriat". Rådet har skrivit utkast till en libysk författning och planerar allmänna val under 2012, och många motsättningar återstår att överbrygga.